# Fly2Sky Airlines
Fly2Sky (bulgare : Флай2Скай) est une compagnie aérienne européenne charter/ ACMI basée à Sofia, en Bulgarie . Fly2Sky, à l'origine Via Airways, assure des vols charters à travers l'Europe, le Moyen-Orient et le marché africain.

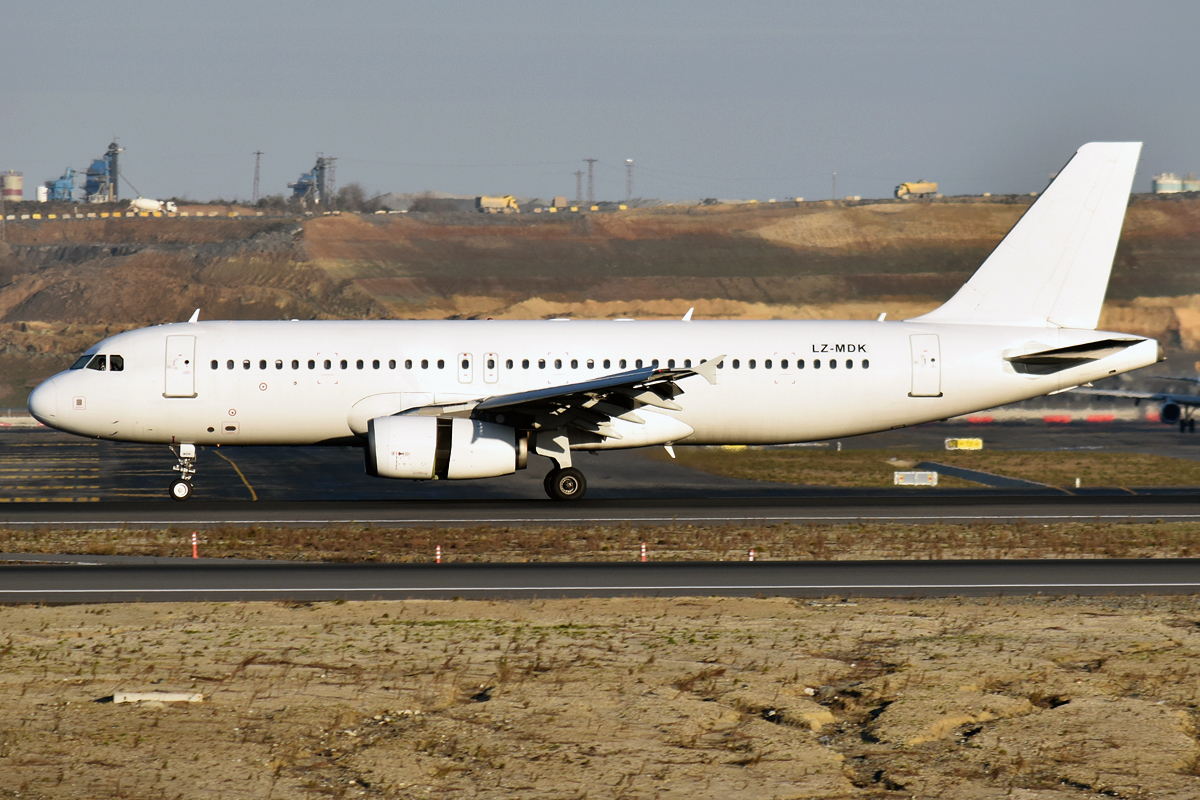
Un Airbus A320 Fly2Sky à l'aéroport d'Istanbul, Turquie en 2020.

La compagnie aérienne a été créée et a commencé ses opérations aériennes en décembre 2016 sous le nom de VIA Airways . En février 2019, la compagnie aérienne a été renommée Fly2Sky .

## Flotte
Fly2Sky exploite les avions suivants (en octobre 2024),, :
| Appareil        | En service | Commandes | Passagers | Notes |
| --------------- | ---------- | --------- | --------- | ----- |
| Airbus A320-200 | 7          | 0         | 174 180   |       |
| Airbus A321-200 | 3          | 0         | 220       |       |
| Total           | 9          | —         |           |       |